# Carlos Manuel de Céspedes (Municipio)
Carlos Manuel de Céspedes, meist kurz als Céspedes bezeichnet, ist ein Municipio in der Provinz Camagüey. Es ist nach Carlos Manuel de Céspedes benannt, der als einer der Väter der kubanischen Nation gilt. Verwaltungssitz ist die gleichnamige Stadt.
Céspedes befindet sich rund 50 Kilometer westlich der Provinzhauptstadt Camagüey. Es hat eine Fläche von 653 km² und hat 24.488 Einwohner, was einer Bevölkerungsdichte von rund 36,9 Einwohnern pro Quadratkilometer entspricht (Zensus 2012).
Hauptwirtschaftszweig des Municipios ist die Landwirtschaft. Es werden Nahrungsmittel und Gemüse produziert und Viehzucht betrieben.